# Hajastani Hanrapetakan Kusaktsutjun
Hajastani Hanrapetakan Kusaktsutjun armensk: Հայաստանի Հանրապետական Կուսակցություն (HHK), (Armeniens Republikanske Parti) er et nationalkonservativt parti i Armenien. Det var det første politiske parti i den selvstændige republik Armenien, og blev dannet 2. april 1990. Det er det største Centrum-højre parti, og påstår det har 140.000 medlemmer. Ved sidste parlamentsvalg vandt partiet 64 ud af 131 sæder i parlamentet. 
Partiets formand Sersj Sargsjan vandt i februar 2008 præsidentvalget i Armenien og var indtil april 2018 Armeniens præsident.

## Eksterne links
- Officiel website for Armeniens Republikanske Parti Arkiveret 30. april 2009 hos  Wayback Machine

| Politisk parti | Spire Denne artikel om et politisk parti eller gruppe er en spire som bør udbygges. Du er velkommen til at hjælpe Wikipedia ved at udvide den. |